# Дружба (Кам'янський район)
Дру́жба — село в Україні, у Криничанській селищній громаді Кам'янського району Дніпропетровської області.
Колишній адміністративний центр Дружбівської сільської ради. Населення — 570 мешканців.

## Населення

### Мова
Розподіл населення за рідною мовою за даними перепису 2001 року:
| Мова       | Кількість | Відсоток |
| ---------- | --------- | -------- |
| українська | 547       | 95.96%   |
| російська  | 16        | 2.81%    |
| вірменська | 4         | 0.70%    |
| румунська  | 2         | 0.35%    |
| білоруська | 1         | 0.18%    |
| Усього     | 570       | 100%     |

## Географія
Село Дружба знаходиться на відстані 0,5 км від сіл Червоний Став і Мирне. По селу протікає пересихаючий струмок з загатою. Поруч проходить автомобільна дорога М04 (E50).

## Економіка
- «Прогрес», ТОВ.
- «Дружба», ТОВ.

## Об'єкти соціальної сфери
- Школа.

## Релігія
В селі знаходиться Храм Святого рівноапостольного князя Володимира Великого ПЦУ.